# Nebnoen
Nebnoen is een koning van de 13e dynastie uit de Egyptische oudheid.

## Biografie
Deze heerser kent men van de Turijnse koningslijst en van een stele uit het oosten van Egypte. Uit deze stele kan worden opgemaakt dat het bedoeld was voor Ptah en aan de andere kant voor Horus die de vreemde landen beheerst. De stele is gemaakt uit faience; waarschijnlijk had de farao toegang tot de Sinaï. De farao heeft niet lang geregeerd, hooguit één jaar.